# Strombococcus melaleucae
Strombococcus melaleucae är en insektsart som beskrevs av Williams 1985. Strombococcus melaleucae ingår i släktet Strombococcus och familjen ullsköldlöss. Inga underarter finns listade i Catalogue of Life.